# Harald Burger
Harald Burger (* 16. August 1940 in Duisburg) ist ein deutsch-schweizerischer Linguist und Universitätsprofessor.
Er promovierte 1964 an der Universität Zürich, wo er 1970 auch habilitiert und zum ausserordentlichen Professor und 1975 zum ordentlichen Professor für germanische Philologie berufen wurde. 2006 wurde er emeritiert.
Seine Forschungsschwerpunkte sind die deutsche Gegenwartssprache, Medienlinguistik, Phraseologie und Lexikologie sowie Spracherwerb.
1990 erhielt er das Schweizer Bürgerrecht.

## Schriften (Auswahl)
- Jakob Bidermanns Belisarius. Edition und Versuch einer Deutung. De Gruyter, Berlin 1966 (= Dissertation Universität Zürich).
- Zeit und Ewigkeit. Studien zum Wortschatz der geistlichen Texte des Alt- und Frühmittelhochdeutschen (= Studia linguistica Germanica, Bd. 6). De Gruyter, Berlin 1972, ISBN 3-11-003995-8 (= Habilitationsschrift Universität Zürich).
- (mit Harald Jaschke): Idiomatik des Deutschen (= Germanistische Arbeitshefte, Bd. 16). Niemeyer, Tübingen 1973, ISBN 3-484-25018-6.
- (mit Bernard Imhasly): Formen sprachlicher Kommunikation. Eine Einführung. Kösel, München 1978, ISBN 3-466-32009-7.
- Sprache der Massenmedien. 2. Aufl. De Gruyter, Berlin 1990, ISBN 3-11-012306-1.
- Das Gespräch in den Massenmedien. De Gruyter, Berlin 1991, ISBN 3-11-012215-4.
- Mediensprache. Eine Einführung in Sprache und Kommunikationsformen der Massenmedien. 4. Auflage. De Gruyter, Berlin / New York 2014, ISBN 978-3-11-028591-8.
- Phraseologie. Eine Einführung am Beispiel des Deutschen. 5. Auflage. Erich Schmidt, Berlin 2015, ISBN 978-3-503-15597-2.
- (mit Peter Zürrer) «Das ist auch ein weites Feld». Theodor Fontanes Phraseologie (= Phraseologie und Parömiologie. 35). Schneider Verlag Hohengehren, Baltmannsweiler 2022, ISBN 978-3-8340-2219-6.